# Tau (mitologia)

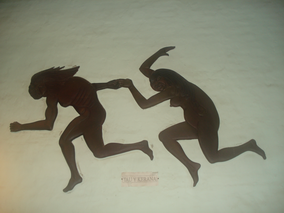
Tau perseguindo Kerana.

Tau é um espírito maligno na mitologia guarani. Embora Tau não seja visto como o Diabo é visto nas crenças cristãs, ele às vezes era chamado de Espírito do Mal e como tal, pode ser a personificação do próprio mal. Tau foi como um nêmesis de Angatupyry, pelo deus supremo da mitologia guarani, Tupã, e foi deixado com a humanidade na Terra.

## Consorte e filhos
Tau se viu apaixonado por uma mulher chamada Kerana, filha de Marangatu, que vivia na tribo Guarani. Tau se disfarçou-se de um belo jovem e a cortejou por sete dias antes de decidir sequestrá-la, mas sua trama foi frustrada por Angatupyry, o espírito do bem. Tau e Angatupyry lutaram entre si por sete dias e sete noites até que ele foi finalmente derrotado. Após sua derrota, ele foi exilado da terra por Pytajovái, o deus da guerra e valor.
Tau não se deu por vencido tão facilmente. Apesar de sua expulsão, ele retornou de alguma forma e sequestrou a bela Kerana. Algumas versões dizem que ele a estuprou enquanto a mantinha em cativeiro, (alguns relatos contam que Tau e Kerana se casaram.) a história é frequentemente contada de formas diferentes porque os guaranis não tinham uma língua escrita. Seja qual for o caso, o produto da relação sexual de Tau e Kerana foram sete filhos que foram amaldiçoados pela deusa Arasy e nasceram como monstros. Cada um dos sete era reverenciado ou temido, cada um possuindo habilidades e características diferentes, essenciais para a tradição guarani.
Os sete filhos eram, por ordem de nascimento:
1. Teju Jagua, uma criatura meio lagarto, meio cão, considerado senhor das cavernas
2. Mbói Tu'ĩ, uma cobra gigante com cabeça de papagaio
3. Moñái, uma cobra com chifres gigante que se diz ser o senhor e protetor dos campos
4. Jasy Jatere, senhor da siesta
5. Kurupi, deus da sexualidade
6. Ao Ao, parecia talvez uma ovelha monstruosa ou caititu
7. Luison, um humano com aparência de cachorro, senhor da morte [4]